# Neoplocaederus humeralis
Neoplocaederus humeralis är en skalbaggsart som först beskrevs av White 1853. Neoplocaederus humeralis ingår i släktet Neoplocaederus och familjen långhorningar.
Artens utbredningsområde är Myanmar. Inga underarter finns listade i Catalogue of Life.